# Atari MegaSTE
Der Atari MegaSTE ist eine Variante des Atari 1040 STE und wurde im Jahr 1991 eingeführt, um den technisch überholten MegaST abzulösen und einen Kompromiss zwischen dem günstigen 1040 STE und dem teuren High-End-Modell TT anbieten zu können. Gegenüber dem 1040 STE wurde der MegaSTE in folgenden technischen Eigenschaften weiterentwickelt:
- 16 MHz-68000-Prozessor
- 16 KiB 2nd Level Cache
- Sockel für mathematischen Koprozessor 68881 mit 16 MHz
- VME Erweiterungsslot für Grafikkarten, Netzwerkkarten etc.
- 2 RS232C kompatible serielle Schnittstellen
- 1 serielle High-Speed-Schnittstelle
- Interner ACSI-Steckplatz zum Betrieb einer internen Festplatte (meist mit SCSI-Hostadapter)
- 1 bis 4 MiB RAM
- Gesockeltes TOS 2.05 (STE-TOS) in 256 KiB, später TOS 2.06

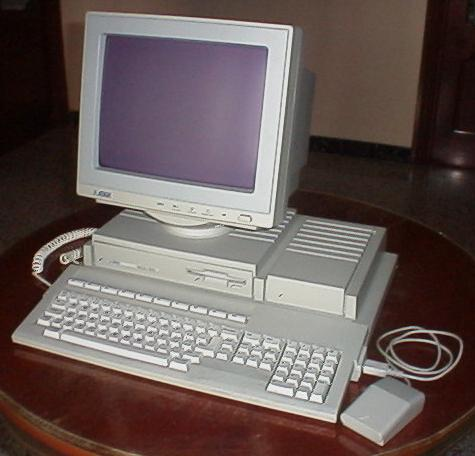
Atari Mega STE

Während der MegaSTE technisch auf dem 1040 STE basierte, wurde das – recht eigenwillige – Gehäuse vom TT übernommen, wie alle ST-Computer mausgrau gefärbt. Einerseits verfügte der MegaSTE damit über eine exzellente abgesetzte Tastatur, Platz für interne Erweiterungen und konnte problemlos unter dem Monitor platziert werden, andererseits fehlten dem MegaSTE dadurch die erweiterten Joystick-Anschlüsse des 1040 STE. Dafür verfügte er, im Gegensatz zum TT, über einen HF-Modulator zum Anschluss an einen Fernseher.
Die frühen Modelle wurden mit einem DD-Diskettenlaufwerk und TOS 2.05 ausgeliefert, das eine überarbeitete Desktop-Umgebung, Tastaturkürzel, nachladbare Icons und frei platzierbare Verknüpfungen bot. Auf Diskette war außerdem das modulare Kontrollfeld „XControl“ enthalten.
Spätere Modelle enthielten TOS 2.06 und wurden meist vom Händler mit einem HD-Diskettenlaufwerk ausgerüstet. Eine interne DIP-Schalterleiste ermöglichte das Konfigurieren des Rechners, so dass das Betriebssystem im Dialog „Diskette formatieren“ dann auch die „Hohe Speicherdichte“ anbot.
Der Atari-eigene Hostadapter zum Betrieb einer internen Festplatte war primär für die von Atari selbst angebotenen 48-MB- und 80-MB-Laufwerke gedacht und war nicht für den Anschluss von externen Festplatten geeignet, so dass einige Händler recht früh eigene SCSI-Adapter anboten.
Aufgrund seiner recht bescheidenen Leistungsdaten – insbesondere im Vergleich zu den Anfang der 1990er Jahre aufkommenden 80386- und 80486-basierten PCs – fiel der Preis des Atari MegaSTE bereits kurz nach dessen Einführung. Kurzzeitig schien er sich im semi-professionellen und privaten Umfeld als günstiges Arbeitsgerät zu etablieren, zum Beispiel zur Textverarbeitung, DTP und, dank den integrierten MIDI-Schnittstellen, Musikerzeugung. Doch mit der Etablierung von Microsoft Windows als De-facto-Standard für Computer verschwand der MegaSTE vom Markt.
Vortex bot eine Adapterkarte an, auf der ein 386SX mit lokalem Speicher verlötet war und die in den Prozessorsockel des STE gesteckt wurde. Die 68000 des STE fand wiederum auf der Adapterkarte Platz. Damit ließen sich DOS und Windows nativ betreiben, mit Zugriff auf die Festplatte des STE (bis zu 16 MiB Partitionsgröße.)
Mit Hilfe von Emulatoren wie zum Beispiel STEEM Engine oder Hatari kann ein großer Teil der Software, die für den MegaSTE entwickelt wurde, auf heutigen Computern verwendet werden.